# Denyse Floreano
Denyse del Carmen Floreano Camargo (Ciudad Ojeda, 26 agosto 1976) è una modella venezuelana, eletta Miss Venezuela 1994.
Marena Bencomo ha vinto il concorso di bellezza nazionale Miss Venezuela in qualità di vincitrice del titolo di Miss Costa Oriental ed ha ottenuto la possibilità di rappresentare il Venezuela a Miss Universo 1995. Il 12 maggio 1995, la Floreano si è classificata nella top 6 di Miss Universo, nel corso del concorso tenuto a Windhoek.